# Daniel Inouye
Daniel Ken Inouye (Honolulu (Hawaï), 7 september 1924 – Bethesda (Maryland), 17 december 2012) was een Amerikaans politicus van de Democratische Partij. Hij was sinds 1963 senator voor Hawaï en sinds 2010 president pro tempore van de senaat. Daarvoor, van 1959 tot 1963, was hij afgevaardigde voor het gehele district van Hawaï.

## Levensloop
Inouye werd geboren als zoon van Kame en Hyotaro Inouye, die immigranten van Japanse afkomst waren. Hij groeide op in de Bingham Tract, een Chinees Amerikaanse enclave in Mōʻiliʻili, de Japanse wijk van Honolulu. Inouye was als medisch vrijwilliger betrokken bij de aanval op Pearl Harbor. Nadat het Amerikaanse leger het verbod voor Amerikanen van Japanse afkomst had opgeheven, nam hij dienst. Tijdens gevechten in Europa verdiende Inouye de Medal of Honor. Hij verloor echter wel zijn rechterarm. Dit was een streep door zijn plannen om chirurg te worden. In 1947 trad hij uit dienst en behaalde hij aan de Universiteit van Hawaï in Manoa een bachelor in politicologie. Daarna behaalde Inouye in 1953 zijn master aan de George Washington University Law School in Washington D.C.
Inouye was getrouwd met Margaret Shinobu Awamura. Zij overleed op 13 maart 2006. Op 24 mei 2008 is hij daarna getrouwd met Irene Hirano.

## Senator
Nadat Hawaï officieel een Amerikaanse staat was geworden, werd Inouye in 1959 gekozen als eerste Hawaïaanse lid van het Huis van Afgevaardigden. In 1962 werd hij gekozen in de Senaat en daarna werd hij nog zevenmaal herkozen. Hij kreeg landelijke bekendheid als lid van het Senaat Watergate Comité. Ook was hij betrokken bij de Iran-Contra-onderzoeken, waarbij hij een speciale commissie voorzat die deze zaak onderzocht.

## Onderscheidingen
1997: Four Freedoms Award voor vrijwaring van vrees.
- Bibsys: 90796518
- Biblioteca Nacional de Chile: 000343045
- Biblioteca Nacional de España: XX976940
- Bibliothèque nationale de France: cb12474024j (data)
- CiNii: DA02990763
- Gemeinsame Normdatei: 170680185
- International Standard Name Identifier: 0000 0000 8352 4387
- Library of Congress Control Number: n85233388
- National Archives and Records Administration: 10570263
- Bibliotheek van het Japanse parlement: 00468785
- Nationale Bibliotheek van Israël: 987007275856805171
- Nederlandse Thesaurus van Auteursnamen: 067594077
- Réseau des bibliothèques de Suisse occidentale: 02-A003400891
- SNAC: w6zx2b89
- Système universitaire de documentation: 071341447
- Semantic Scholar: 2623785
- Biographical Directory of the United States Congress: I000025
- Virtual International Authority File: 5031323
- WorldCat: E39PBJgt6vmr9PwKThVkRKKyBP